# 仮入部
仮入部（かりにゅうぶ）とは、学校などで部活動を始める上で、どの部に入りたいかを決めるためにある部を見学、又はしばらくの間、実際に活動をすることである。本入部の対義語にあたる言葉である。

## 概要
期間は一週間ほどで、ひとつ以上の部で仮入部をしてよいとなっているのが一般的である。本入部と比べると、活動内容が乏しく、活動時間も短い。放課後に行われるため、入部を希望しない生徒はそのまま下校する。実際に活動ができる部が多いが、音楽部、吹奏楽部などの音楽関係の部活うち数個は活動ができないこともある。美術部、演劇部などは活動できることが多い。仮入部した生徒はある部に入部するとほぼ決まっている生徒の中には、同じ部に何度も訪れるいわゆる「常連」の仮入部員もいる。仮入部期間が終わると、各生徒がどの部に入部したいかが聞かれ、本入部となる。ある部に希望が集中した場合は、第２希望、第３希望……と聞かれる。

## 仮入部員
中学校や高等学校では主に入学してすぐの一年生が部活動に入るときに行われることが多い。この場合、小学校の頃に入っていた部活動と同じ部を真っ先に見学する生徒が多い。ときには転部しようとしている生徒が成績不振を理由に、入部したくても入部できないため、仮入部となる場合もある。

## 本入部員
仮入部期間には、生徒集会や部活動中に、より多くの生徒に入部してもらおうと、各部の部員や顧問がアピールする。具体的には、集会では活動内容について説明したり、活動中には仮入部員と会話したりする。